# Herrán (Cantabria)
Herrán es una localidad del municipio de Santillana del Mar (Cantabria, España), en el cual se sitúan la cueva de Altamira Patrimonio de la Humanidad desde 1985 y zona arqueológica protegida desde el 25 de abril de 1924. Está situada a unos seiscientos metros al sur de la capital municipal, Santillana del Mar. Se encuentra a 80 metros sobre el nivel del mar. En el año 2009 contaba con una población de 212 habitantes (INE 2009). Está junto a Camplengo. Es una de las localidades en las que se han encontrado vestigios de la ocupación romana de la zona: una lápida sepulcral en la iglesia. La primera referencia histórica del pueblo, recogida en el cartulario de la Abadía de Santillana, es de 1223. En el siglo XV era jurisdicción de la Casa de la Vega, con sede en la actual Torrelavega. 
Además de su caserío, desarrollado sobre todo entre los siglos XVI y XVII, destaca la ermita de San Sebastián, un edificio gótico tardío del siglo XIV situado en un campo cerca del pueblo. Una excavación en el lugar sacó a la luz la basa del altar de una ermita anterior, datada entre los siglos IX y X. La piedra es en realidad la losa romana citada, del siglo III, donde se aprecian aún las letras STTI (en latín: sit tibi terra levis; "que la tierra te sea leve").
A esta población se accede por medio de la carretera autonómica CA-134 y la línea de transporte público Santillana de Mar - Barreda  tiene su inicio en esta localidad.

## Demografía
| 2000 | 2001 | 2002 | 2003 | 2004 | 2005 | 2006 | 2007 | 2008 | 2009 |
| ---- | ---- | ---- | ---- | ---- | ---- | ---- | ---- | ---- | ---- |
| 178  | 186  | 185  | 195  | 204  | 209  | 204  | 214  | 209  | 212  |

Fuente: INE

## Festividades
- 20 de enero - San Sebastián.